# オーロラの彼方
『オーロラの彼方』（Hearts of Oak）は、ジェームズ・A・ハーンの舞台劇を原作とし、ジョン・フォードが監督した1924年のアメリカ合衆国のドラマ映画である。フィルムが失われていると考えられている。

## キャスト
- テリー - ホバート・ボズワース
- クリスタル - ポーリン・スターク
- ネッド - セオドア・フォン・エルツ（英語版）
- ジョン - ジェームズ・ゴードン（英語版）
- テリーの祖父 - フランシス・パワーズ（英語版）
- テリーの祖母 - ジェニー・リー（英語版）
- 役名不明 - フランシス・フォード
- 花嫁介添人 - フランシス・ティーグ